# Malagiella fisheri
Espèce
Malagiella fisheri est une espèce d'araignées aranéomorphes de la famille des Oonopidae.

## Distribution
Cette espèce est endémique de l'Atsimo-Atsinanana à Madagascar,. Elle se rencontre entre 940 et 1 250 m d'altitude dans le parc national de Midongy du sud.

## Description
Le mâle holotype mesure 1,62 mm et la femelle paratype 1,70 mm.

## Étymologie
Cette espèce est nommée en l'honneur de Brian L. Fisher.

## Publication originale
- Ubick & Griswold, 2011 : The Malagasy goblin spiders of the new genus Malagiella (Araneae, Oonopidae). Bulletin of the American Museum of Natural History, no 356, p. 1-86 (texte intégral).